# 横井宏考
横井 宏考（よこい ひろたか、1978年6月8日 - ）は、日本の男性総合格闘家、元プロレスラー。北海道岩見沢市出身。チーム・アライアンス所属。元HOOKnSHOOT南東部ライトヘビー級王者。
潜在能力の高さから「怪物くん」との異名を持っていた。

## 来歴
子供の頃から柔道を行っており、旭川竜谷高等学校、近畿大学に進学し全日本学生大会に近畿代表として出場するなどの成果を残している。近畿大学在学中の2000年8月には修斗の大会にも出場し、井上正也相手に勝利を収めた。
大学卒業後はリングスに入団。2001年8月11日の有明コロシアム興行での対リカルド・フィエート戦でプロデビュー。
2002年のリングス活動停止後は高阪剛率いる「チーム・アライアンス」の所属となる。2002年5月からZERO-ONEへ出場し主戦場とするようになった。
デビュー以来8連勝の実績を買われて2002年11月24日、PRIDE初参戦となるPRIDE.23でジェレル・ヴェネチアンと対戦、腕ひしぎ十字固めで一本勝ち。
2004年4月25日、10連勝で臨んだアントニオ・ホドリゴ・ノゲイラ戦であったが、スピニングチョークで一本負け。キャリア初黒星を喫した。
PRIDEではなかなか勝利が挙げられず、ヘビー級からミドル級に落とすなどの対応策を取るが、やはり伸び悩みを脱せないままであった。
2004年11月のZERO-ONE崩壊後は後継団体のZERO1-MAXに出場。2005年5月には正式に同団体所属となる。ただしチーム・アライアンスにも所属はし続けており、そちらが優先されるためZERO1-MAXへの出場は所属にもかかわらず少ない。ZERO1-MAXの繋がりで、ハッスルへも参戦していた。2005年にはZERO1-MAXに突如現れた松永光弘が（特に誰とという訳ではなかったが、ZERO1-MAXマットでの）金網デスマッチ戦を要求し、そのアピールとして若手を凶器で襲うシーンに耐えかねて、「俺がお前の要求する金網でも何でも受けてやらぁ」と宣言し対決したが、返り討ちに遭った。
2006年9月からは総合格闘技に専念しており、ZERO1-MAXには籍だけ残っている状態が続いていたが、2007年に入ってからはプロレス出場も再開。元来のパートナー佐藤耕平やフリー参戦の高山善廣と共に本体の抵抗勢力としてのスタンスを取っていた。
2007年3月17日、フィンランドで行われた総合格闘技大会「Fight Festival 21」でミッコ・ルッポネンに敗北し、総合格闘技およびプロレスから引退。
2019年2月3日、桜庭和志が立ち上げたQUINTETの大会「QUINTET FIGHT NIGHT2 in TOKYO」に出場。

## 戦績
| 総合格闘技 戦績 | 総合格闘技 戦績 | 総合格闘技 戦績 | 総合格闘技 戦績 | 総合格闘技 戦績 | 総合格闘技 戦績 | 総合格闘技 戦績 |
| --------------- | --------------- | --------------- | --------------- | --------------- | --------------- | --------------- |
| 16 試合         | (T)KO           | 一本            | 判定            | その他          | 引き分け        | 無効試合        |
| 11 勝           | 2               | 5               | 4               | 0               | 0               | 0               |
| 5 敗            | 4               | 1               | 0               | 0               | 0               | 0               |

| 勝敗 | 対戦相手                             | 試合結果                            | 大会名                                                                              | 開催年月日     |
| ×    | ミッコ・ルッポネン                   | 1R 2:51 TKO                         | Fight Festival 21                                                                   | 2007年3月17日  |
| ○    | アンドレ・フィエート                 | 1R 3:11 チョークスリーパー          | World Pro Fighting Championships 1                                                  | 2006年9月15日  |
| ×    | クイントン・"ランペイジ"・ジャクソン | 1R 4:05 TKO（サッカーボールキック） | PRIDE.30 STARTING OVER                                                              | 2005年10月23日 |
| ×    | マリオ・スペーヒー                   | 1R 9:08 TKO（グラウンドの膝蹴り）   | PRIDE.29 SURVIVAL                                                                   | 2005年2月20日  |
| ×    | ヒース・ヒーリング                   | 1R 1:55 TKO（グラウンドの膝蹴り）   | PRIDE.28                                                                            | 2004年10月31日 |
| ×    | アントニオ・ホドリゴ・ノゲイラ       | 2R 1:25 スピニングチョーク          | PRIDE GRANDPRIX 2004 開幕戦 【ヘビー級グランプリ 1回戦】                            | 2004年4月25日  |
| ○    | ウィウソン・ゴヴェイア               | 3R 2:26 TKO（パウンド）             | HOOKnSHOOT: Absolute Fighting Championships 2 【HnS南東部ライトヘビー級王座決定戦】 | 2003年3月28日  |
| ○    | ジェレル・ヴェネチアン               | 2R 3:29 腕ひしぎ十字固め            | PRIDE.23                                                                            | 2002年11月24日 |
| ○    | ブルドーザー・ジョージ               | 1R 1:47 チョークスリーパー          | 世界最強伝説 UFO LEGEND                                                             | 2002年8月8日   |
| ○    | メーモ・ディアス                     | 5分3R終了 判定3-0                   | DEEP2001 4th IMPACT in NAGOYA                                                       | 2002年3月30日  |
| ○    | 藤井克久                             | 5分3R終了 判定3-0                   | リングス WORLD TITLE SERIES GRAND-FINAL                                             | 2002年2月15日  |
| ○    | ケスタティス・スミルノヴァス         | 5分2R終了 判定                      | Rings Lithuania: Bushido Rings 3                                                    | 2001年11月10日 |
| ○    | 折橋謙                               | 1R 3:14 TKO（ロストポイント）       | リングス WORLD TITLE SERIES                                                         | 2001年10月20日 |
| ○    | 小島正也                             | 1R 2:12 アームロック                | リングス BATTLE GENESIS Vol.8 〜壮大なる格闘実験〜                                  | 2001年9月21日  |
| ○    | リカルド・フィエート                 | 1R 2:34 腕ひしぎ十字固め            | リングス WORLD TITLE SERIES 〜旗揚げ10周年記念特別興行〜                            | 2001年8月11日  |
| ○    | 井上正也                             | 5分2R終了 判定2-0                   | 修斗 R.E.A.D. 〜2000 SHOOTO〜                                                       | 2000年8月4日   |

## 獲得タイトル

### 総合格闘技
- HOOKnSHOOT南東部ライトヘビー級王座（2003年）
- AFCライトヘビー級王座（2003年）

### プロレス
- アジアタッグ王座（第72代、パートナーは佐藤耕平）

## 人物
- 格闘家らしからぬ体型を持つ（肌は白く、腹はブヨブヨ）が、横井のチャームポイントである（本人も「腹の脂肪は武器」と公言している）。
- 漫画好きで、愛嬌のあるキャラクターを持ち、リング上のファイトとうらはらに、意外と気が弱い一面を見せる好青年である。リングの上では強気の姿勢（特に松永光弘に「金網でも何でもやってやるよ」と食って掛かったシーンは圧巻。）である反面、インタビューなどの時は一転して怖気づいた様な態度に変わる。
- リング上の自分のコールの時に、右手親指（グローブをはめた時が殆ど）を胸元に持っていき2回突き、それからその手を広げ、最後に再び胸元を親指で2回突くという独特のポーズがある。
- 両腕を中心に刺青が入っており、当時ROWDYとして共闘していた佐藤耕平と共に刺青コンビ（特にそういう呼称は無かったが）であった。